# Sd.Kfz. 252
Бронетранспортер Sd.Kfz.252 (нім. Leichter Gepanzerte Munitionskraftwagen Sd.Kfz.252) був легким неозброєним напівгусеничним бронетранспортером Вермахту початкового періоду 2-ї світової війни  — Французької кампанії. Був збудований на базі шасі Demag D7p озброєного бронетранспортеру Sd.Kfz 250. Їх виробляли компанії Demag у Рурі, Büssing-NAG у Берліні. Було збудовано 413 бронетранспортерів даної модифікації (червень 1940-вересень 1941), які використовували до 1943 року для підвезення амуніції у батареях штурмових гармат StuG III / StuG IV (6-3 бронетранспортери на батарею з 6 штурмових гармат). На завершальному етапі на бронетранспортері встановлювали 7,92 мм кулемет MG-34.
На відміну від прототипу бронетранспортер мав закрите зверху бойове відділення 2-особового екіпажу з двома верхніми прямокутними люками. Тут знаходилась радіостанція типу FuG 15/FuG 16. Панцирні листи були встановлені під кутами від 12° до 30°-45°. Ззаду містились широкі двері для завантаження амуніції. Бронетранспортер застосовували з двоколісним причепом Sd.Anh. 32, здатним перевозити 64 75-мм набої.

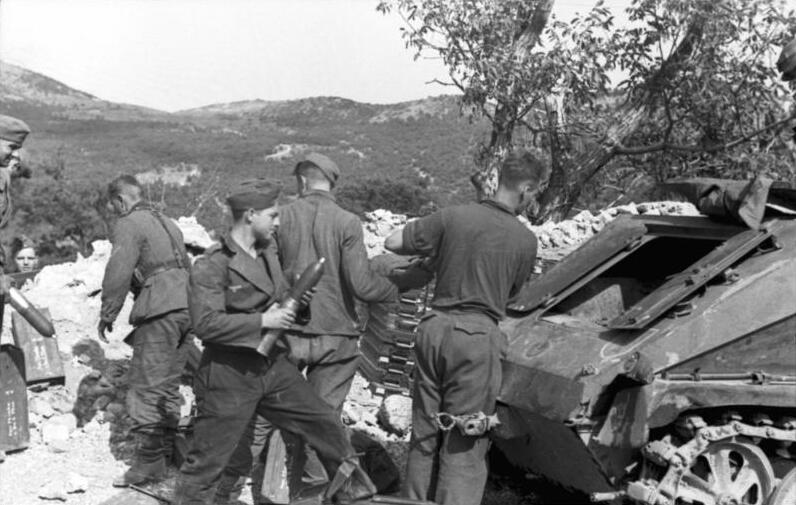
Завантаження амуніції до бронетранспортеру

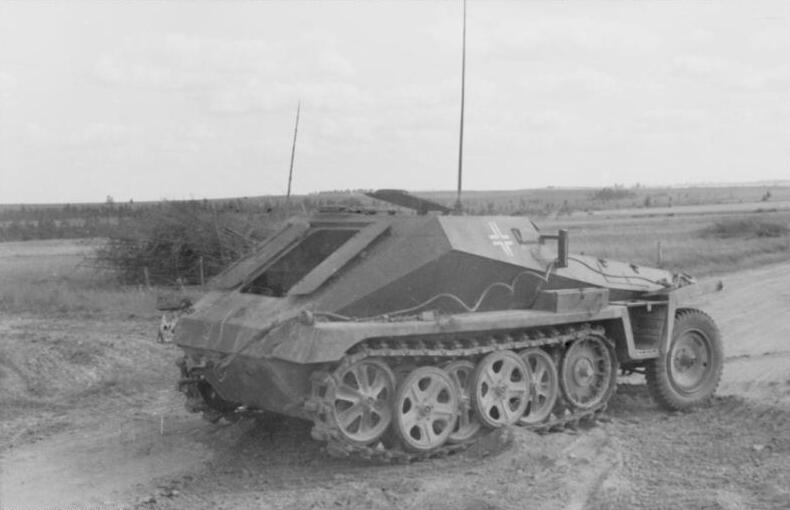
Бронетранспортер Sd.Kfz.252 у серпні 1943

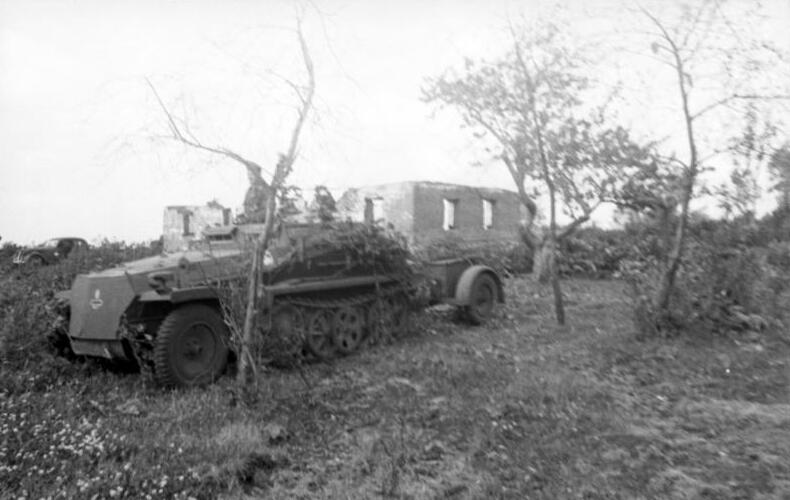
Бронетранспортер з причепом